# Tschinvali

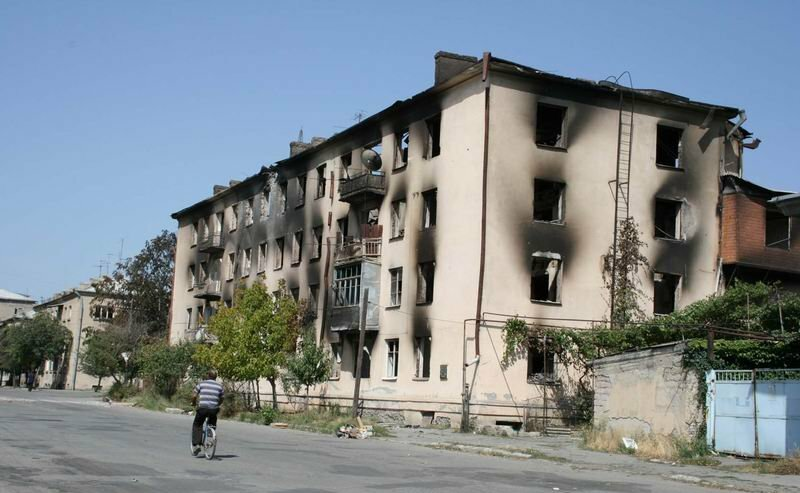
Många hus skadades i slaget om Tschinvali 2008

Tschinvali (georgiska: ცხინვალი; ossetiska: Цхинвал, Tschinval, eller Чъреба, Tjreba; ryska: Цхинвали eller Цхинвал) är huvudstaden i utbrytarrepubliken Sydossetien som av den övervägande delen av världssamfundet anses tillhöra Georgien. Staden är belägen vid floden Stora Liachvi, omkring 100 kilometer nordväst om Tbilisi, och är Sydossetiens största stad med 32 906 invånare (2021).
Kriget i Georgien 2008 inleddes i augusti med slaget om Tschinvali, under vilket staden kom att utsättas för kraftigt beskjutning av georgisk militär.